# الكركرات
الكركرات هو معبر حدودي يربط بين المغرب وموريتانيا. وهو يقع على الطريق الوطنية رقم 1، ويستقبل يوميًّا المئات من الشاحنات والمسافرين بين المغرب وإفريقيا.
يتوفر هذا المعبر التابع للمملكة المغربية على مختلف المرافق الضرورية والتي يحتاجها المسافرون، ومنها مسجد، شقق للمبيت، وفندق، ووكالات تحويل الأموال، ووكالات التأمين، ومحطات الوقود، ومقاهٍ.
وهو تابع إدارياً لجماعة بئر كندوز في إقليم أوسرد بجهة الداخلة وادي الذهب.

## تاريخ
في 11 أغسطس 2016 قامت قوات من الدرك الملكي المغربي بتجاوز جدار جنوبا في منطقة الكركرات، وأكدت الحكومة المغربية هذا الفعل أنه يدخل في اطار مواجهة انتشار عمليات التهريب والاتجار في المخدرات والعراقيل التي تمس انسياب الحركة لموريتانيا، ومن أجل شق طريق معبد يربط بين نقطتي الحراسة المغربية المتمركزة أمام الجدار والحراسة الموريتانية المتمركزة داخل الأراضي المتنازع عليها قرب الحدود.
وفي 30 أغسطس 2016، دعت جبهة البوليساريو مجلس الأمن الضغط على المغرب ليسحب قواته من منطقة الكركرات وإنشاء مركز مراقبة دائمة لبعثة المينورسو في عين المكان. وفي 1 سبتمبر أكد وزير الداخلية المغربي محمد حصاد أن “العملية ستستمر بتنسيق مع الأمم المتحدة”.
في 13 نوفمبر 2020، قام المغرب بعمل عسكري في المنطقة بحجة فرض الأمن وحرية التنقل بين الأراضي الخاضعة للسيطرة المغربية وموريتانيا بعد عرقلة قوات تابعة البوليساريو لعملية تحرك البضائع والأمن لمدة 3 أسابيع حسب تصريح المغرب. في المقابل اتهمت جبهة البوليساريو التدخل المغربي بأنه انتهاك لوقف إطلاق النار، وحثت الأمم المتحدة على التدخل. معلنة على لسان زعيمها إبراهيم غالي انتهاء اتفاقية وقف إطلاق النار الموقعة سنة 1991، وبداية الحرب. فيما أعلن الجانب المغربي عن عدم وجود أية خسائر بشرية.

## البنية التحتية
عرف المركز الحدودي الكركرات المغربي عدة مشاريع لتأهيله:
- في 19 ماي 2023، تم تدشين فندق الشموخ بالمركز الحدودي الكركرات.[17]
- في 7 نوفمبر 2023، وبمناسبة الاحتفال بالذكرى الثامنة والأربعين للمسيرة الخضراء، تم تدشين أول وكالة بنكية تابعة للبريد بنك، ووكالة للبريد كاش. كما تم تدشين محطة تحلية مياه البحر بقدرة 432 متر مكعب في اليوم.[18]

- في 22 مارس 2024، " في خطوة تعكس التزامها بالتنمية الاقتصادية في جميع أنحاء المملكة، افتتحت مجموعة البنك الشعبي (المغرب) المركزي أول وكالة بنكية تابعة له في المعبر الحدودي الكركرات بإقليم الصحراء المغربية.و شهدت مراسم الافتتاح حضورًا مميزًا من العديد من الشخصيات الحكومية والمدنية.و يأتي هذا المشروع، الذي استغرق تنفيذه بتكلفة مالية تقدر بحوالي 3.5 مليون درهم، على مساحة تقدر بـ 385 متر مربع، لتشمل وكالة بنكية ومسكنين وظيفيين وفرع للبنك الشعبي كاش.و تعكس هذه الخطوة التزام المجموعة بتعزيز النشاط الاقتصادي في المناطق الجنوبية للمملكة.وأكدت لالة الحجة الجماني، رئيسة مجلس رقابة البنك الشعبي لالعيون (مدينة)، أن افتتاح الوكالة الجديدة يأتي في سياق المبادرة الملكية الأطلسية، معبرة عن دعم المملكة للتعاون الاقتصادي مع الدول الإفريقية. وأضافت أن هذه الخطوة تعكس التزام المجموعة بتحفيز التنمية في المناطق النائية.من جانبه، أشار عبد الناصر بوكطيب، رئيس مجلس الإدارة الجماعية للبنك الشعبي بالعيون، إلى أهمية هذه الوكالة في دعم الشمول المالي وتقديم خدمات مصرفية و خدمات مالية متكاملة في المنطقة.ويأتي افتتاح هذه الوكالة في إطار استراتيجية البنك الشعبي لتوسيع تواجده وتقديم خدماته في جميع أنحاء المملكة.تأتي هذه الخطوة في سياق التزام المجموعة بالتنمية اقتصاديةلجميع أرجاء المملكة، وتعزيز دورها كشريك مالي موثوق به في دعم المشاريع التنموية المحلية والإقليمية." [19] [20] [21]

## إحصائيات
ارتفعت حركة السير على الطرق بمعبر الكركرات في سنة 2019 لتصل 677 66 مليون طن، مقارنة بما قدره 803 20 مليون طن سنة 2018.